# Блаже Илијоски
Блаже Илијоски (9. јул 1984) северномакедонски је фудбалер.

## Каријера
Током каријере је играо за Работнички, Металург Скопље и многе друге клубове.

## Репрезентација
За репрезентацију Македоније дебитовао је 2005. године. За тај тим је одиграо 13 утакмица и постигао 1 гол.

## Статистика
| Македонија | Македонија | Македонија |
| Година     | Наступи    | Голови     |
| ---------- | ---------- | ---------- |
| 2005.      | 1          | 1          |
| 2006.      | 1          | 0          |
| 2007.      | 0          | 0          |
| 2008.      | 0          | 0          |
| 2009.      | 0          | 0          |
| 2010.      | 4          | 0          |
| 2011.      | 0          | 0          |
| 2012.      | 0          | 0          |
| 2013.      | 0          | 0          |
| 2014.      | 3          | 0          |
| 2015.      | 4          | 0          |
| Укупно     | 13         | 1          |